# DDR5 SDRAM

La memòria d'accés aleatori dinàmic síncron de doble velocitat de dades (DDR5 SDRAM) és un tipus de memòria dinàmica síncrona d'accés aleatori. En comparació amb el seu predecessor DDR4 SDRAM, DDR5 estava previst per reduir el consum d'energia, alhora que duplicava l'ample de banda. L'estàndard, objectiu inicialment per al 2018, es va publicar el 14 de juliol de 2020.
Una nova característica anomenada Decision Feedback Equalization (DFE) permet l'escalabilitat de la velocitat d'E/S per a una major amplada de banda i una millora del rendiment. DDR5 admet més amplada de banda que el seu predecessor, DDR4, amb 4,8 gigabits per segon possibles, però no enviats al llançament. DDR5 té aproximadament la mateixa latència que DDR4 i DDR3. DDR5 octuplica la capacitat màxima de DIMM des de 64 GB fins a 512 GB. DDR5 també té freqüències més altes que DDR4.
Rambus va anunciar un DIMM DDR5 en funcionament el setembre de 2017. El 15 de novembre de 2018, SK Hynix va anunciar la finalització del seu primer xip RAM DDR5; funcionant a 5200 MT/s a 1,1 V. Al febrer de 2019, SK Hynix va anunciar un 6400 Xip MT/s, la velocitat més alta especificada per l'estàndard DDR5 preliminar. Algunes empreses tenien previst portar els primers productes al mercat a finals de 2019. El primer xip DDR5 DRAM del món va ser llançat oficialment per SK Hynix el 6 d'octubre de 2020.
L'estàndard JEDEC separat LPDDR5 (Low Power Double Data Rate 5), destinat a ordinadors portàtils i telèfons intel·ligents, es va llançar el febrer de 2019.
En comparació amb la DDR4, la DDR5 redueix encara més la tensió de la memòria a 1,1 V, reduint així el consum d'energia. Els mòduls DDR5 incorporen reguladors de tensió a bord per tal d'assolir velocitats més altes. DDR5 admet una velocitat de 51.2 GB/s per mòdul i dos canals de memòria per mòdul.
Hi ha una expectativa general que la majoria dels casos d'ús que actualment utilitzen DDR4 eventualment migraran a DDR5.
L'agost de 2021, Samsung va revelar un 512 GB 7200 MT/s RAM DIMM.

## Característiques
A diferència de DDR4, tots els xips DDR5 tenen ECC on-die, on els errors es detecten i es corregeixen abans d'enviar dades a la CPU. Això, però, no és el mateix que la veritable memòria ECC amb xips addicionals de correcció de dades al mòdul de memòria. La correcció d'errors a la matriu de DDR5 és millorar la fiabilitat i permetre xips de RAM més densos que redueixen la taxa de defectes per xip. Encara existeixen variants DIMM DDR5 no ECC i ECC; les variants ECC tenen línies de dades addicionals a la CPU per enviar dades de detecció d'errors, la qual cosa permet que la CPU detecti i corregeixi els errors que es produeixen en trànsit.
Cada DIMM DDR5 té dos canals independents. Les generacions anteriors de DIMM només comptaven amb un sol canal i un bus CA (comandes/adreça) que controlava tot el mòdul de memòria amb les seves línies de dades de 64 (per a no ECC) o 72 (per a ECC). Tots dos subcanals d'un DIMM DDR5 tenen cadascun el seu propi bus CA, que controla 32 bits per a la memòria no ECC i 36 o 40 línies de dades per a la memòria ECC, el que resulta en un nombre total de 64, 72 o 80 línies de dades. L'amplada del bus reduïda es compensa amb una longitud de ràfega mínima duplicada de 16, que conserva la mida d'accés mínima de 64 bytes, que coincideix amb la mida de la línia de memòria cau que utilitzen els microprocessadors x86 moderns.

## Mòduls de memòria
Per al seu ús en ordinadors personals i servidors, diversos xips de memòria DDR5 solen muntar-se en una placa de circuit per formar mòduls de memòria, més comunament coneguts com DIMM. Igual que amb les generacions de memòria anteriors, hi ha diverses variants DIMM disponibles per a DDR5.